# Costa Ricas kantoner

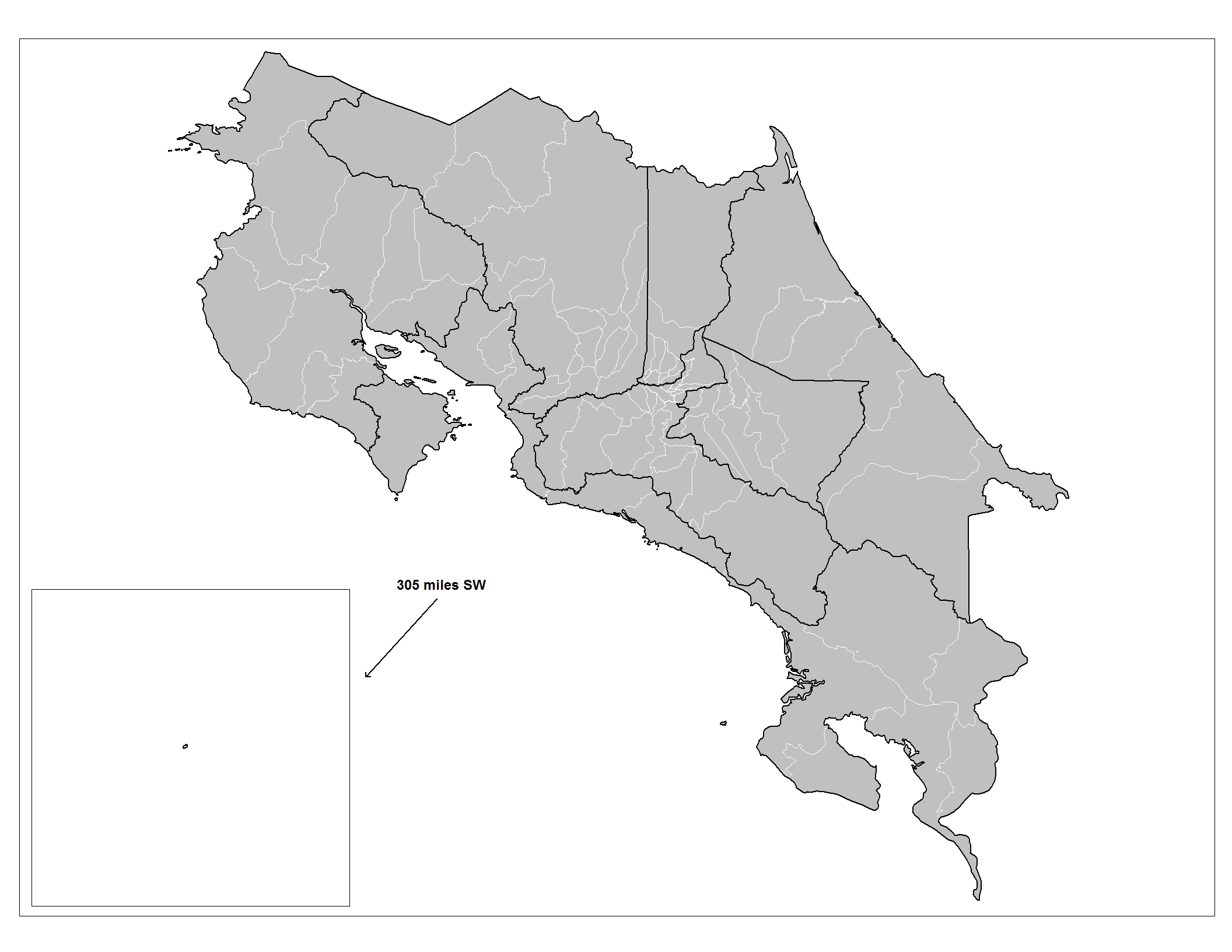
Costa Ricas kantoner

Costa Ricas provinser delas in i 81 kantoner. Kantonerna är listade nedan, efter provins:

## Alajuela
- Alajuela
- Alfaro Ruiz
- Atenas
- Grecia
- Guatuso
- Los Chiles
- Naranjo
- Orotina
- Palmares
- Poás
- San Carlos
- San Mateo
- San Ramón
- Upala
- Valverde Vega

## Cartago
- Alvarado
- Cartago
- El Guarco
- Jiménez
- La Unión
- Oreamuno
- Paraíso
- Turrialba

## Guancaste
- Abangares
- Bagaces
- Cañas
- Carrillo
- Hojancha
- La Cruz
- Liberia
- Nandayure
- Nicoya
- Santa Cruz
- Tilarán

## Heredia
- Barva
- Belén
- Flores
- Heredia
- San Isidro
- San Pablo
- San Rafael
- Santa Bárbara
- Santo Domingo
- Sarapiquí

## Limón
- Guácimo
- Limón
- Matina
- Pococí
- Siquirres
- Talamanca

## Puntarenas
- Buenos Aires
- Corredores
- Coto Brus
- Esparza
- Garabito
- Golfito
- Montes de Oro
- Osa
- Parrita
- Puntarenas
- Quepos (innan 2015 Aguirre)

## San José
- Acosta
- Alajuelita
- Aserrí
- Curridabat
- Desamparados
- Dota
- Escazú
- Goicoechea
- Leon Cortés
- Montes de Oca
- Mora
- Moravia
- Pérez Zeledón
- Puriscal
- San José
- Santa Ana
- Tarrazú
- Tibás
- Turrubares
- Vázquez de Coronado